# Császár (Kisbér)
Császár es un pueblo ubicado en el distrito de Kisbér, condado de Komárom-Esztergom, Hungría.

## Superficie
Posee una superficie de 67,81 kilómetros cuadrados.

## Demografía
Hasta 2022 la población era de 1806 habitantes, con una densidad de población de 26,63 habitantes por kilómetro cuadrado.